# Луций Помпей Вописк
Вижте пояснителната страница за други личности с името Помпей Вописк.
Луций Помпей Вописк (на латински: Lucius Pompeius Vopiscus) е политик на Римската империя през 1 век.

## Биография
Произлиза от Виен от фамилията Помпеи, клон Вописк. Император Отон, негов стар приятел, го назначава през 69 г. за суфектконсул за месеците март и април заедно с Луций Вергиний Руф.
Вописк осиновява Квинт Помпей Вописк Гай Арунций Кателий Целер (суфектконсул 77 г.), който е баща на Квинт Помпей Вописк Гай Арунций Кателий Целер Алий Сабин (суфектконсул с Адриан и Антонин Пий).